# معركة الأطلسي (1939-1945)
معركة الأطلسي أطول حملة عسكرية مستمرة   في الحرب العالمية الثانية، التي استمرت من عام 1939 إلى هزيمة ألمانيا النازية في عام 1945، وكانت جزءًا كبيرًا من التاريخ البحري للحرب العالمية الثانية. في جوهرها كان الحصار البحري للحلفاء لألمانيا، الذي أعلن في اليوم التالي لإعلان الحرب، والحصار الألماني اللاحق. كان في ذروته من منتصف عام 1940 وحتى نهاية عام 1943. شنت ألمانيا النازية حصارا على بريطانيا لقطع الإمدادات عنها، فقد كان هتلر مصمماً على قطع الشريان الحيوي الذي يتمثل في المحيط الأطلسي من خلال ضرب السفن التجارية البريطانية وقطع الإمدادات عن بريطانيا القادمة إليها من الولايات المتحدة و كندا، لإجبارها على الإستسلام. 
حشدت معركة الأطلسي غواصات يو وغيرها من السفن الحربية التابعة لكريغسمارينه (البحرية) وطائرة لوفتفافه (القوات الجوية) ضد البحرية الملكية الكندية والبحرية الملكية والبحرية الأمريكية والشحنات التجاربة.تمت حماية القوافل القادمة أساسا من أمريكا الشمالية الذاهبة في الغالب إلى المملكة المتحدة والاتحاد السوفياتي من قبل البريطانيين والقوات البحرية الكندية والقوات الجوية. ساعدت هذه القوات بواسطة سفن وطائرات الولايات المتحدة ابتداءً من 13 سبتمبر 1941. وانضم الألمان بواسطة غواصات تابعة للبحرية الملكية الإيطالية ( ريجيا مارينا) بعد أن دخلت إيطاليا حليف المحور في الحرب في 10 يونيو 1940. 
كدولة جزرية، كانت المملكة المتحدة تعتمد بشدة على السلع المستوردة. احتاجت بريطانيا إلى أكثر من مليون طن من المواد المستوردة أسبوعيًا حتى تتمكن من البقاء والقتال. في جوهرها، كانت معركة الأطلسي هي حرب حمولة: كفاح الحلفاء لتزويد بريطانيا ومحاولة المحور لوقف تدفق الشحن التجاري الذي مكن بريطانيا من مواصلة القتال. من عام 1942 فصاعدًا ، سعى المحور أيضًا إلى منع تراكم تجهيزات ومعدات الحلفاء في الجزر البريطانية استعدادًا لغزو أوروبا المحتلة. كانت هزيمة تهديد Uالغواصات الألمانية شرطًا أساسيًا لدفع المحور للخلف. كانت نتيجة المعركة انتصارًا استراتيجيًا للحلفاء - فشل الحصار الألماني - ولكن بتكلفة باهظة: أغرق 3500 سفينة تجارية و175 سفينة حربية في المحيط الأطلسي في مقابل فقدان 783 غواصة (غالبية الغواصات من الفئة السابعة) و47 سفينة حربية ألمانية، بما في ذلك 4 بوارج ( شارنهورست وبسمارك و غيسيناو و<i id="mwTg">Tirpitz</i>) و 9 طرادات و7 raiders و27 مدمرة. من بين غواصات، تم اغراق 519 من قبل القوات البريطانية أو الكندية أو غيرها من القوات المتحالفة، بينما تم تدمير 175 من قبل القوات الأمريكية. 15 تم تدميرهم من قبل السوفيات و73 تم تخريبهم من قبل أطقمهم قبل نهاية الحرب لأسباب مختلفة.  
تسمى معركة الأطلسي بأنها «أطول وأكبر وأكثرها تعقيدًا» معركة بحرية في التاريخ. بدأت الحملة فور بدء الحرب الأوروبية، خلال ما يسمى «الحرب الزائفة»، التي استمرت ست سنوات، حتى استسلام ألمانيا في مايو 1945. شاركت الآلاف من السفن في أكثر من 100 معركة مع القزافل وربما مواجهات مع سفينة واحدة، في مسرح يغطي ملايين الأميال المربعة من المحيط. لقد تغير الوضع باستمرار ، مع اكتساب جانب أو آخر ميزة ، حيث استسلمت الدول المشاركة وانضمت إلى أطراف أخرى في الحرب، كما تم تطوير أسلحة وتكتيكات وإجراءات مضادة ومعدات جديدة من قبل الجانبين. اكتسب الحلفاء اليد العليا تدريجياً، حيث تغلبوا على المغيرين الألمان على السطح بحلول نهاية عام 1942 وهزموا غواصات يو بحلول منتصف عام 1943، على الرغم من استمرار الخسائر الناجمة عن الغواصات الألمانية حتى نهاية الحرب. 

## اسم
في 5 مارس 1941، طلب اللورد الأول لواء الأميرال ألكسندر من البرلمان «العديد من السفن وأعداد كبيرة من الرجال» للمشاركة في «معركة الأطلسي»، والتي قارنها مع معركة فرنسا، قاتل الصيف الماضي. كان أول اجتماع لـ «معركة لجنة الأطلسي» التابعة لمجلس الوزراء في 19 مارس. زعم تشرشل أنه صاغ عبارة «معركة الأطلسي» قبل وقت قصير من خطاب ألكساندر،  ولكن هناك العديد من الأمثلة اتي تاكد استخدامها قبل ذلك. 

## خلفية تاريخية
بعد استخدام حرب الغواصات غير المقيدة من قبل ألمانيا في الحرب العالمية الأولى، حاولت البلدان الحد من الغواصات، بل وإلغائها. فشلت هذه الجهود. بدلاً من ذلك، تطلبت معاهدة لندن البحرية من الغواصات أن تلتزم «بقواعد الغنيمة»، التي طالبت بالظهور،  ووضع أطقم السفن في «مكان آمن» (لم تكن قوارب النجاة مؤهلة له، إلا في ظل ظروف معينة)  قبل غرقها، ما لم تظهر السفينة المعنية «رفضًا مستمرًا للتوقف ... أو مقاومة نشطة للزيارة أو البحث». لم تحظر هذه اللوائح تسليح السفن التجارية،  ولكن القيام بذلك، أو جعلهم يبلغون عن اتصالهم بالغواصات (أو المغيرين)، وجعلتهم مساعدين بحريين بحكم الواقع وأزالوا حماية قواعد الجائزة. هذا جعل القيود على الغواصات موضع نقاش فعال.  
معركة الأطلسي هي سلسلة من الغارات تشنها الغواصات الألمانية على القوافل التابعة للحلفاء في عرض البحر كما ستكون فيها عمليات واسعة لزرع الألغام و هجمات جوية فوق المحيط الأطلسي. عين هتلر الأميرال كارل دونيتس قائداً لسلاح الغواصات و هو بحارٌ سابقٌ مغمور شارك في معارك الغواصات أثناء الحرب العالمية الأولى، حيث كان قائداً بارعاً استطاع أن يغير كلياً شكل حرب الغواصات.   
في الأيام الأولى من معركة الأطلسي الضارية كانت مهمات طواقم الغواصات الألمانية سهلةً، إذ كان هدفهم تلك السفن التجارية المبحرة بمفردها و المنتشرة عبر الممرات البحرية، ثم كانت هناك القوافل البحرية غير المحمية جيداً. واجه الحلفاء مشاكل الإمداد و التزود تتمثل في كيفية تسيير قوافل مسلحة في وقتٍ لم تكن فيه سفن الحماية موجودةً و حتى مع وجود سفن الحماية فإن قدرة تلك السفن على مقاومة الغواصات كانت ما تزال ضعيفة، لقد وجد الحلفاء أنفسهم في وضع شديد الخطورة، ففكر الحلفاء بالاستعانة بسفن حربية لحماية قوافلهم من الغواصات الألمانية. 
مع مرور الأشهر كان معظم ضحايا الغواصات الألمانية سفناً مبحرةً وحدها ، لكن أصبحت أهدافاً كهذه قليلة و جاءت بعض البوارج البريطانية الكبيرة لترافق قوافل السفن لحمايتها و لكن هذه البوارج الباهظة التكاليف أصبحت بحاجةٍ لمن يحميها من الغواصات الألمانية ، و هكذا انتقل عبأ الحماية في معركة الأطلسي إلى المدمرات و الفرقاطات الصغيرة.
في شمال المحيط الأطلسي كانت الضغوطات التي تسببها الغواصات الألمانية تتعاظم إلى مستوياتٍ خطيرة، لقد كانت الغواصات الألمانية مصدر خطر قاتل لسفن الحلفاء ، كان هناك نقصٌ حادٌ في السفن المرافقة و السفن الحربية الصغيرة التي تحرس السفن التجارية. و الواقع أن خسائر الحلفاء تضاعفت بعد أن تزايد نشاط الغواصات الألمانية ، و لا يمكن تحمل خسائر كهذه لمدةٍ طويلة.
في نهاية عام 1941م ظهر عدوٌ جديد ، الولايات المتحدة ، اتجهت الغواصات الألمانية نحو نيويورك، قذف السفن بالطوربيد على الشاطيء الشرقي للولايات المتحدة ، كان بالنسبة إلى الألمان بمثابة اصطياد طيور البط في بركة ماء، أدت قلة التجربة الأميركية و الرضا الذاتي إلى خسائر كبيرة على طول حدودها الشرقية، وارتفعت الخسائر، لقد غرقت في منتصف عام 1942م حوالي 500 سفينةٍ مع طواقمها ، إنه الجحيم. كافأ الأميرال دونيتز رجاله ، بالميداليات ، بالمأذونيات و الهدايا ، و يروي لنا أحد الألمان الذين عاشوا تلك الأيام : (( في الواقع كما أتذكر جيداً كان يوجد على الطاولة في الغرفة طبقٌ بحريٌ غطاؤه مفتوح ، و من دون أي شكٍ في الأمر ذهبنا باتجاهه ، و رأينا أنه كان يمتليءُ حتى نصفه بالساعات ، كان يمتليءُ بكل أنواع الساعات ، من دون أو مع أغطية ، بأرقامٍ رومانية أو عربية سوداء و فضية ، و لكن في الحقيقة كما أذكر جيداً أيضاً لم تكن لدى أيٍ منها سلسلة ، في الحقيقة لم يسبق لي أبداً أن رأية هذا العدد الهائل من الساعات المجموعة مع بعضها في مكانٍ واحد ، كان يطلب مني دائماً ترتيبها في علبٍ منفردةٍ و إعطاء كل ساعةٍ منها رقماً متسلسلاً و يدون تاريخ و مناسبة الحصول على الساعة )) .
سقطت قذائف على الغواصة الألمانية يو-110، اضطرت الغواصة إلى الصعود إلى سطح الماء و أصبحت مكشوفةً للحلفاء ، و قُدمت كغنيمةٍ غنية ، إنها المفتاح لرمز الألمان السري جهاز الشيفرة الأكثر تكتماً ( إنجما)، أتاح هذا الجهاز لمحللي الشيفرة البريطانيين التنصت على كل ما كان يدور بين الأميرال الألماني دونيتز و قادته، و يقول أحد مفككي الشيفرات البريطانيين: (( ما حصل بالفعل هو أننا فككنا كل رموزهم، و كانت كل قافلةٍ تقريباً ترسل بعيداً عن مجموعة غواصات يو، و هزيمة الغواصات كانت لإبعادها عن أهدافها، كان عليهم القول نحن لا يمكننا أن نجد القوافل)). لم يعرف الألمان شيئاً عن ذلك الاختراق الأمني الذي حدد مصير معركة الأطلسي ، كان الحلفاء يتنصتون و لم يشك أحدٌ في الأمر ، أصبح تعاقب الغواصات الألمانية للقوافل البريطانية أمراً نادراً .
لقد سبب الاختراق الأمني إلى كشف البارجة بسمارك الألمانية و هي عائدة إلى قاعدتها حيث أدى إلى إرسال السفن البريطانية و بوارجهم لمهاجمتها ، و بعد قتال عنيف في البحر غرقت البارجة بسمارك بعد أن عمل المهندسون فيها بإغراقها ، لقد ألحقت هذه البارجة خسائر فادحة بالسفن التجارية و الأسطول البريطاني. لكن الألمان أخذوا بثأرهم عندما هاجموا السواحل البريطانية بأسطولهم و شتتوا الأسطول البريطاني هناك ، و تسبب هذا الهجوم إلى وقوع خسائر كبيرة بقاذفات و أسطول البريطانيين بسبب مقاومتهم غير المنظمة ، ثم اتجه الأسطول الألماني المهاجم و استقر عند سواحل النرويج .
إحدى السفن تحترق و قد أصابتها طوربيدات الألمان. كان هدف الألمان خنق و تدمير خطوط التجارة البحرية و التي اعتمد عليها المجهود الحربي للحلفاء ، كانت قوافل السفن التجارية تبحر في المحيط تحت تهديد الهجمات المستمرة ، كانت أطقم الغواصات الأميركية تدرك بأن مهمتها هي الأصعب على الإطلاق ، كانت معركة الأطلسي صراعاً و قتالاً مباشراً بين الأعداد ، معادلةً حسابيةً حربية نتيجتها كانت نتائج العديد من العوامل ، هذه العوامل هي:
1. حجم الإمدادات اللازمة لعبور المحيط الأطلسي .
2. درجة شد الأحزمة على البطون بين الشعب البريطاني .
3. معدل ورق السفن التجارية و الحربية المرافقة لها .
4. أعداد الغواصات الألمانية التي تتعرض للتدمير .
5. السرعة التي تتمكن فيها قوات الحلفاء و المحور من استبدال خسائرها .

شهد نهاية عام 1942م ازدياد هذه المعادلة تعقيداً ، الآن أصبح بالإمكان رؤية الجندي الذي يقاتل فوق ثلوج الاتحاد السوفياتي و رمال الصحراء و البحار داخل الغواصات نفس الجندي الذي يخوض القتال نفسه.
بعد أن أصبحت القوات البريطانية و الأميركية الآن في موضع هجوم شمال أفريقيا و المحيط الهاديء و تساند الجهود الحربية السوفياتية بشكلٍ غير مباشر فقد حان وقت الحلفاء ليتقدموا، فنزول شمال أفريقيا احتاج إمداداتٍ و قوافل، ازداد حجم الملاحة في البحار و أعداد السفن المرافقة و أجبر الحلفاء على تركيز ملاحتهم عبر المحيط الأطلسي فوق طريقٍ واحد، هذا سهل مهمة الغواصات الألمانية. في نهاية عام 1942م أصبحت معركة الأطلسي أكثر ضراوة، وعندما استطاع الألمان زيادة أعداد الغواصات وجد الحلفاء أنفسهم فجأةً في أزمة حيث بلغ إغراق الملاحة التجارية معدلاتٍ خطيرة ، كان عام 1942م عاماً حافلاً بالسواد بالنسبة للحلفاء فالغواصات الألمانية تغرق سفنهم بسرعةٍ تعادل سرعة أميركا في بنائها، هاجمت قوات الحلفاء إحدى غواصات يو الألمانية فيما كانت تخلي المصابين من سفينةٍ محطمة ، نتيجةً لذلك منع الأميرال دونيتز أي عمليات إنقاذٍ مقبلة، و أصبحت الإنسانيةُ تعني مخالفة الأوامر.
شهد نهاية عام 1942 بلوغ معركة الأطلسي ذروتها، الصراع بين الغواصات الألمانية و الأسلحة البحرية البريطانية والأميركية و الكندية تواصل طوال سنة، كان يتفاوت في القوة و الكثافة و كان ميزان القوى يتأرجح من جانبٍ لآخر حسب التقنيات و التكتيكات و القوى البشرية المتوفرة لدى كل جانب، لكن الحقيقة بقيت بأن المبادرة كانت بين أيدي الحلفاء ، بعد مواجهتهم للخسارات الفادحة في السفن أصبحت معركة الأطلسي مهمةً في التخطيط الاستراتيجي و الجهود الموجهة نحو معارك الغواصات ، تم نشر و استخدام طائراتٍ خاصةٍ طويلة المدى و بدأت حاملات الطائرات ترافق القوافل ، لقد طال أمد معركة الأطلسي ، و الآن أجبر سلاح البحرية الأميركي و البريطاني على خوض معركةٍ فاصلة وفق حساب أن فقدان سفينتين تجاريتين مقابل غواصةٍ ألمانيةٍ سيدمر البحرية الألمانية.
بحلول نهاية عام 1942 ومع وصول خسائر الملاحة التجارية لأعلى معدلاتها فقد تحطمت أكثر من مئة غواصةٍ ألمانية مع أطقمها و سحبت الغواصات الألمانية، كان ذلك انتصاراً آخر للحلفاء كانتصار ستالينغراد و ميداوي، بعد ذلك اتخذت الغواصات الألمانية مواقع دفاعية عند شواطئ فرنسا.

## حرب الغواصات

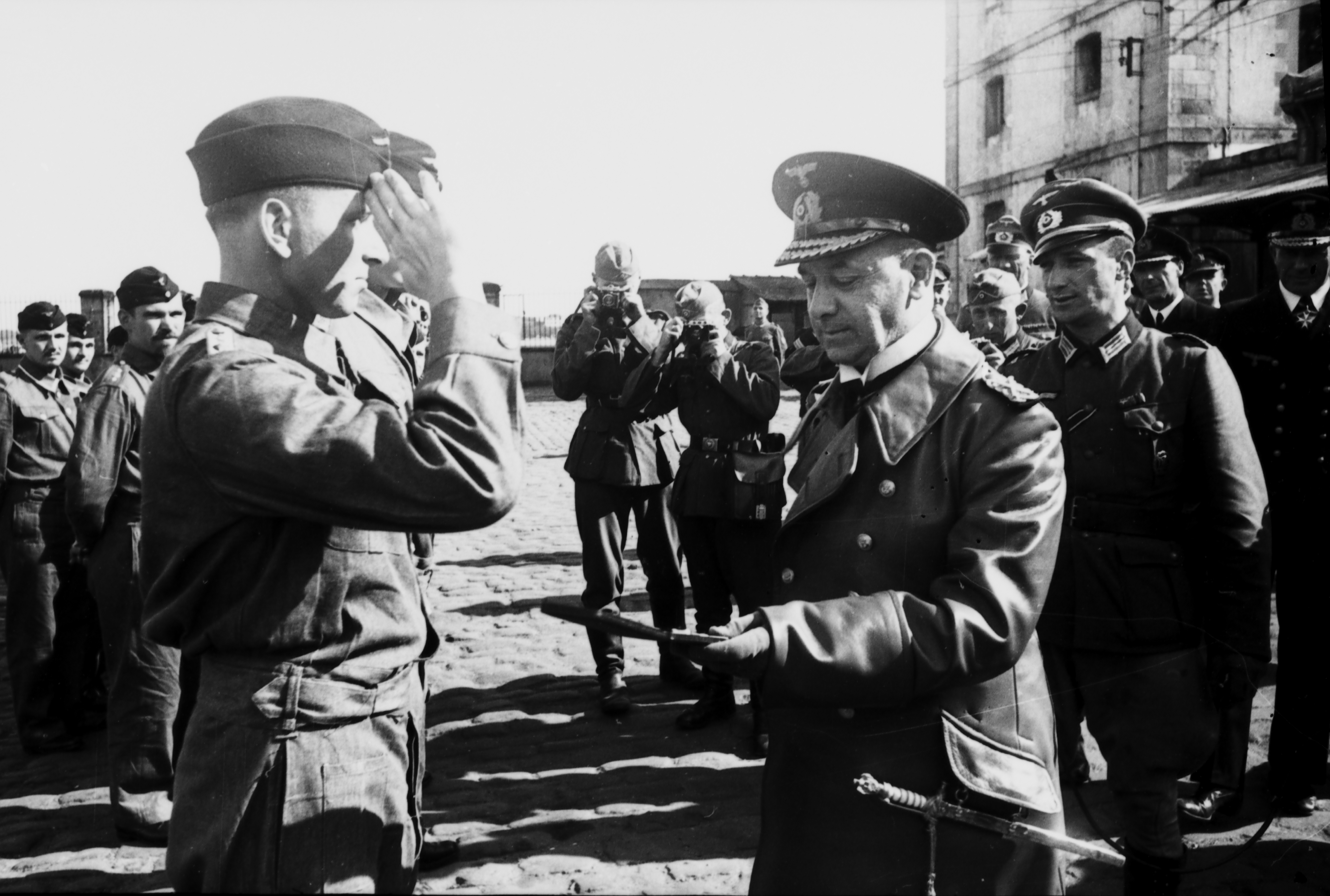
الأدميرال الأعلى إريك رايدر مع أوتو كريتشر (يسار) ، الذي كان قائد القوارب الألمانية الأكثر نجاحًا ، أغسطس 1940

## الوضع البريطاني

### «الوقت السعيد» (يونيو 1940 - فبراير 1941)
كانت عمليات غواصات يو المبكرة المنطلقة من القواعد الفرنسية ناجحة بشكل مذهل. كان هذا هو ذروة السلالات الرائعة على متن الغواصات مثل غونتر براين على متن يو-47 و Otto Kretschmer ( يو-99 ) و Joachim Schepke ( يو-100 ) وEngelbert Endrass ( يو-46 ) وVictor Oehrn ( يو-37 ) وهاينريش بليشرودت ( يو-48 ). أصبح أطقم الغواصات أبطالًا في ألمانيا. من يونيو حتى أكتوبر 1940، تم اغراق أكثر من 270 سفينة تابعة للحلفاء: تمت الإشارة إلى هذه الفترة من قبل أطقم الغواصات باسم «الوقت السعيد» (" Die Glückliche Zeit "). كان تشرشل يكتب فيما بعد: «... الشيء الوحيد الذي كان يخيفني على الإطلاق خلال الحرب هو خطر غواصات يو الألمانية».

### غواصات إيطالية في المحيط الأطلسي
تلقى الألمان مساعدة من حلفائهم. من أغسطس 1940، تم تشغيل أسطول مكون من 27 غواصة إيطالية من قاعدة BETASOM في بوردو لمهاجمة شحن الحلفاء في المحيط الأطلسي، في البداية تحت قيادة الأدميرال أنجيلو بارونا، ثم قائد الأدميرال رومولو بولاكيني وأخيراً سفينة الشحن الكابتن انزو غروسي. تم تصميم الغواصات الإيطالية لتعمل بطريقة مختلفة عن الغواصات الألمانية، وكان لديها عدد من العيوب التي تحتاج إلى تصحيح (على سبيل المثال أبراج مخروطية ضخمة، سرعة بطيئة عند صعودها فوق الماء، عدم وجود التحكم في الطوربيد)، والتي يعني أنهم كانوا غير مناسبين لهجمات القوافل، وحققو أداء أفضل عند ملاحقة التجار المعزولين في البحار البعيدة. في حين حققت العملية الأولية نجاحًا بسيطًا ( 65,343 فقط)  غرقت  بين أغسطس وديسمبر 1940)، تحسن الوضع تدريجيا مع مرور الوقت، وحتى أغسطس 1943 اغرقت الغواصات الإيطالية 32 غواصة التي تعمل هناك 109 سفن بحملة 59864 طن،    بفقدان 17 غواصة في المقابل.  لقد نجح الإيطاليون أيضًا في استخدامهم لعربات «الطوربيد البشري»، مما أدى إلى تعطيل العديد من السفن البريطانية في جبل طارق. 

## غزاة السطح العظيم

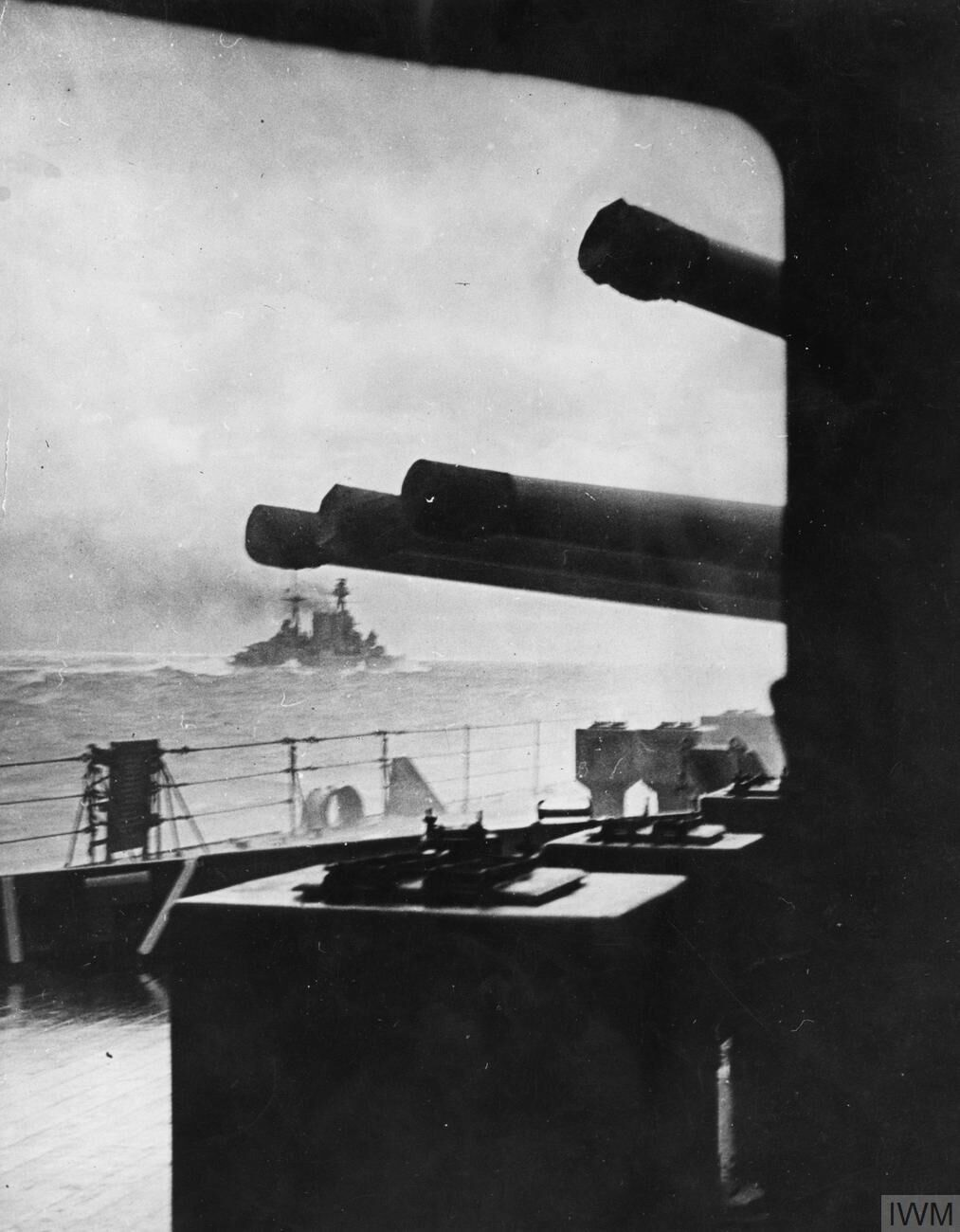
البارجة تبخر في معركة قبل دقائق من غرقها من قبل بارجة بسمارك الألمانية في 24 مايو 1941.

## مجموعات مرافقة (مارس - مايو 1941)

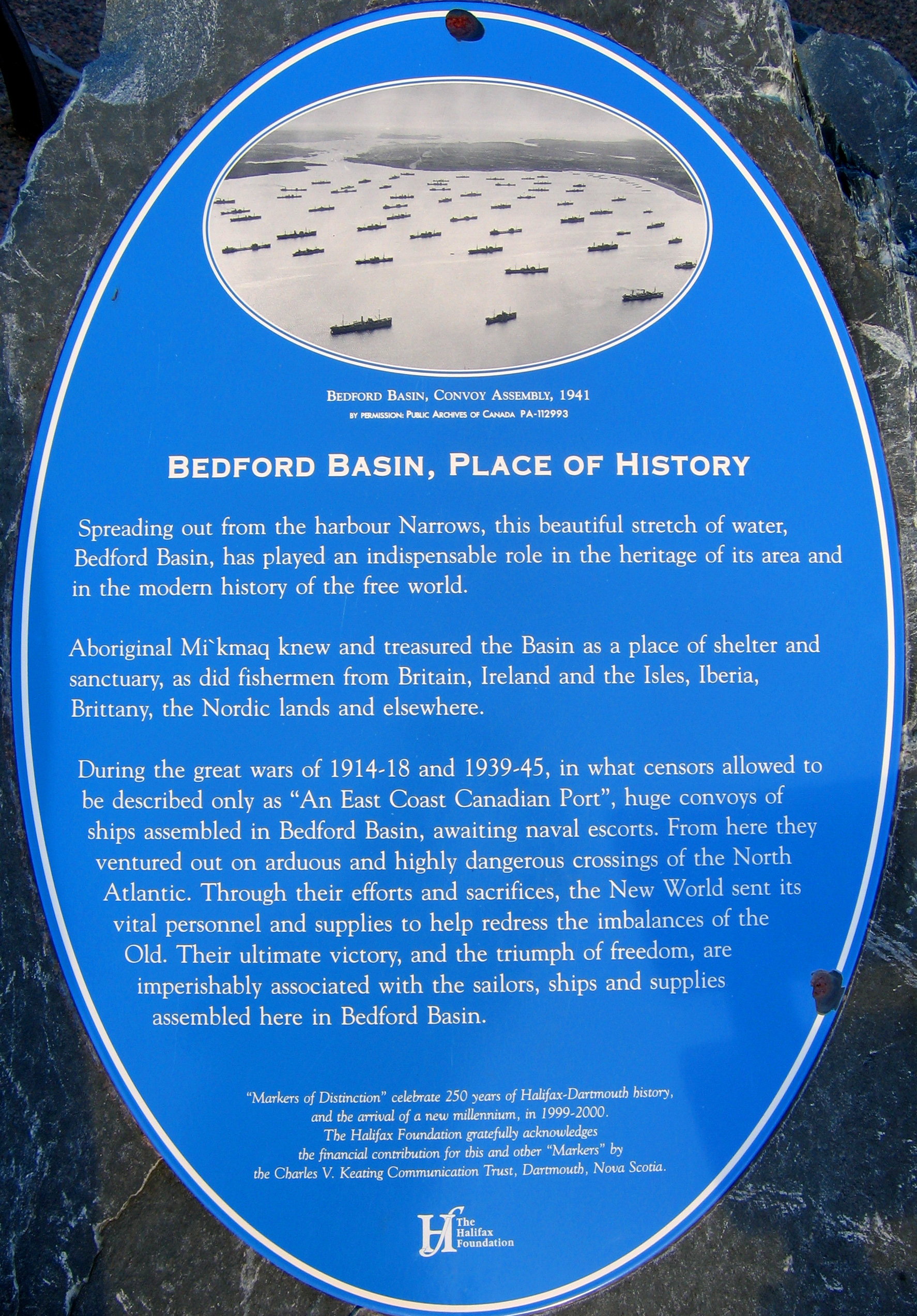
لوحة تاريخية في حوض بيدفورد في هاليفاكس ، نوفا سكوتيا ، كندا ، منطقة جمع قافلة رئيسية.

### تزايد النشاط الأمريكي

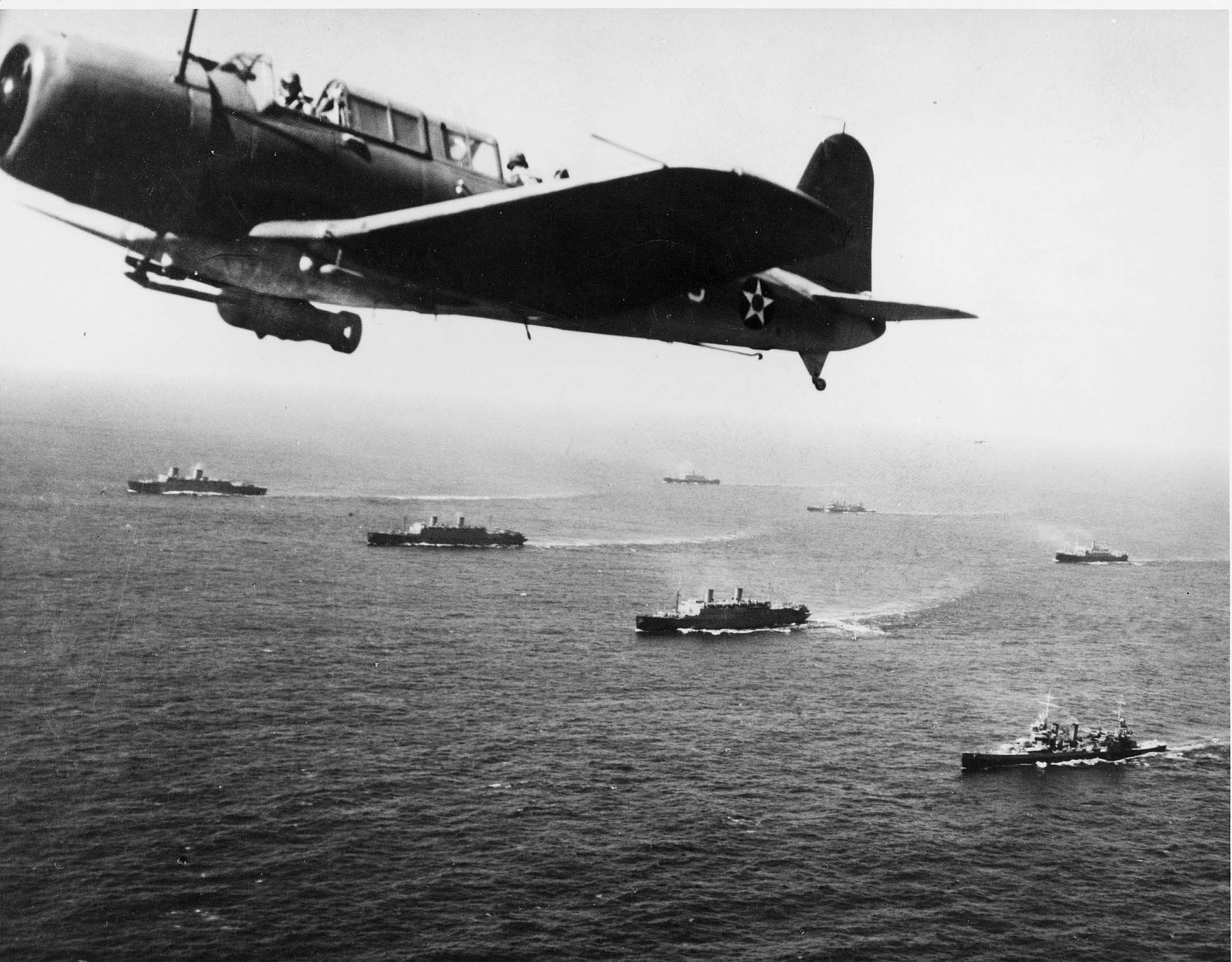
قاذفة كشفية SB2U Vindicator من USS Ranger تطير بدورية مضادة للغواصات فوق Convoy WS-12 ، في طريقها إلى كيب تاون ، 27 نوفمبر 1941. كانت القافلة واحدة من بين العديد من السفن التي رافقتها البحرية الأمريكية في «دورية الحياد» ، قبل أن تدخل الولايات المتحدة الحرب رسميًا.

### المنجنيق التجاري الطائر

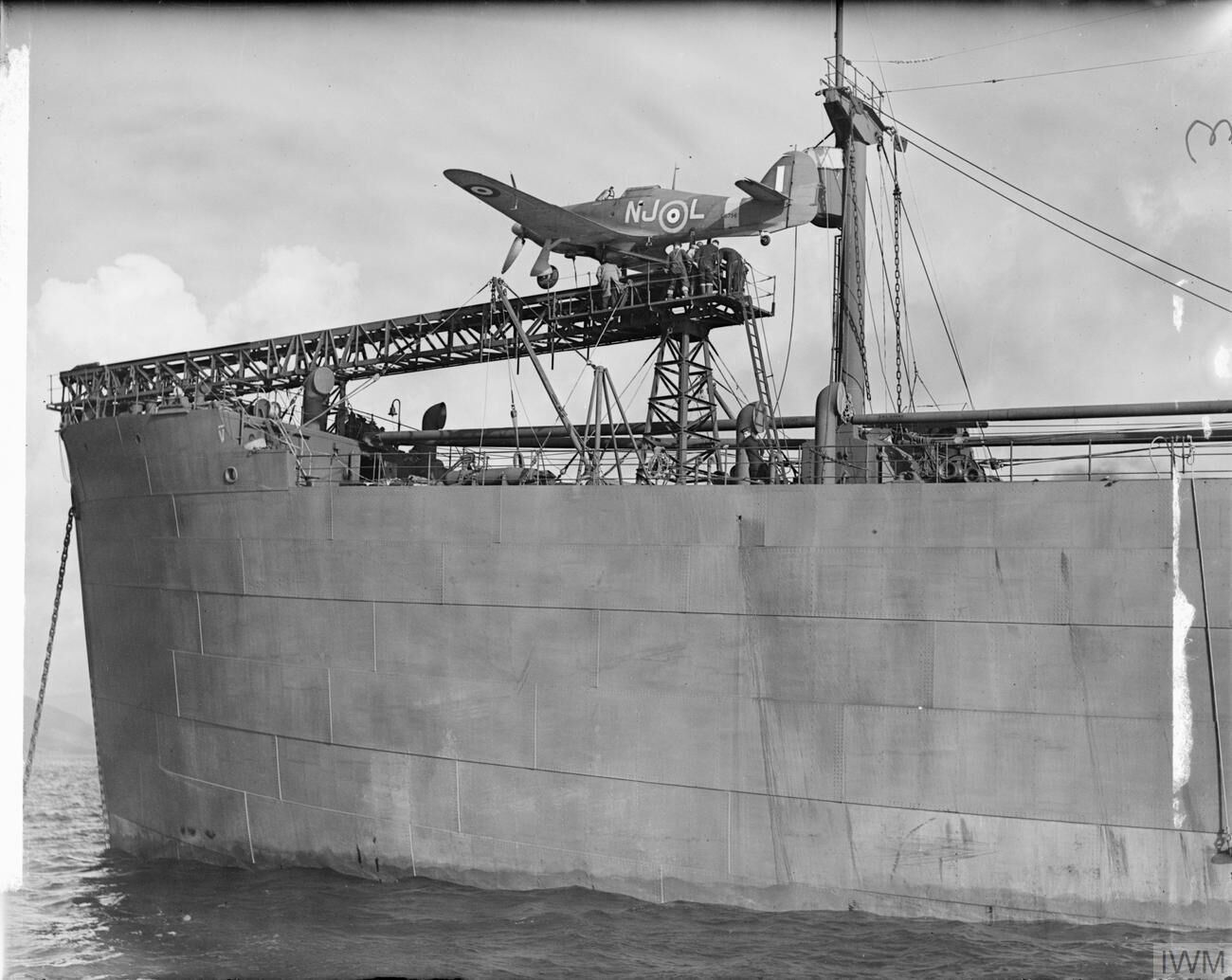
Sea Hurricane Mk IA على المنجنيق لسفينة CAM

## عملية قرع الطبول (من يناير إلى يونيو 1942)

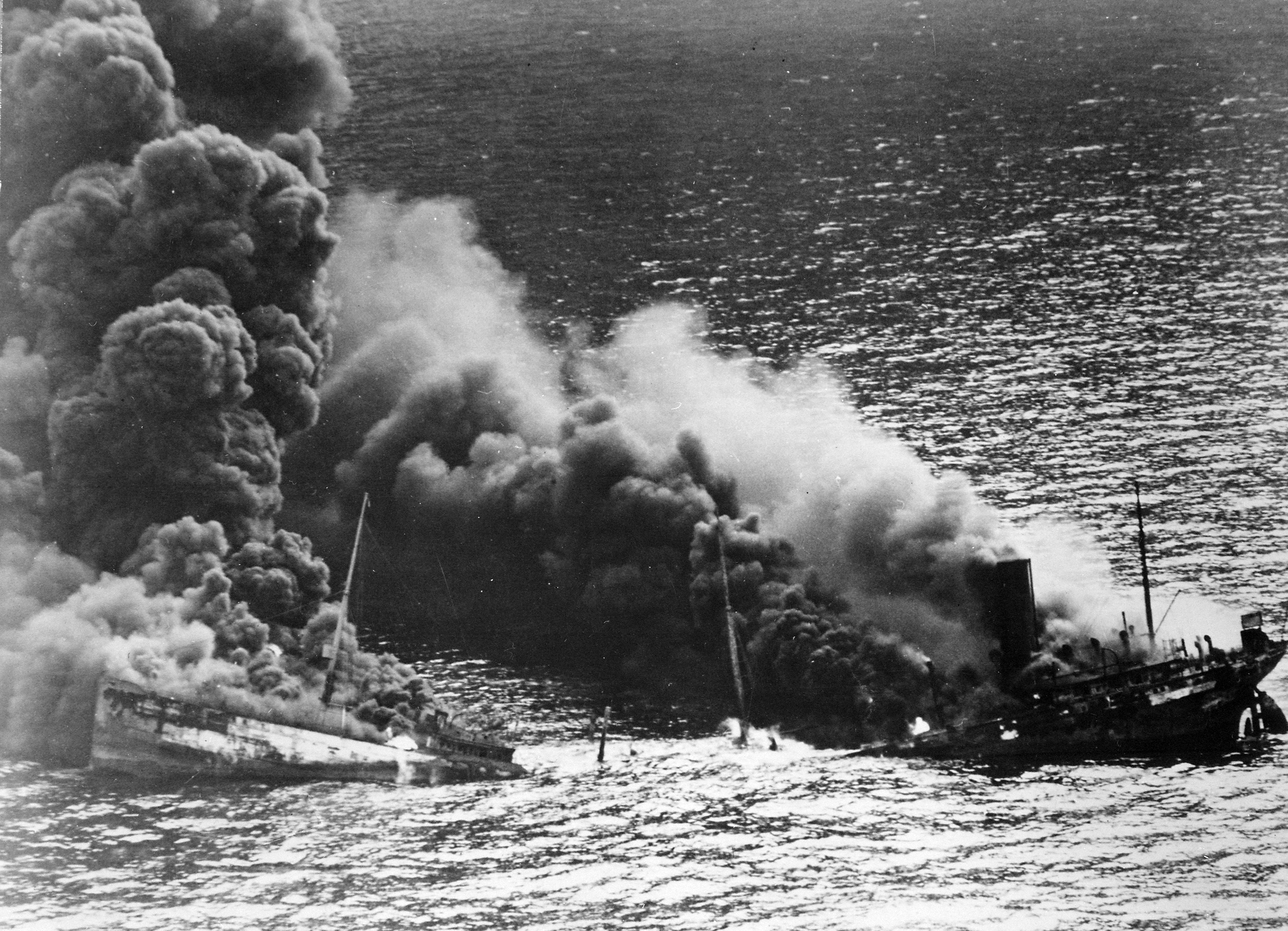
ناقلة الحلفاء ديكسي أرو، نسفتها ، في عام 1942

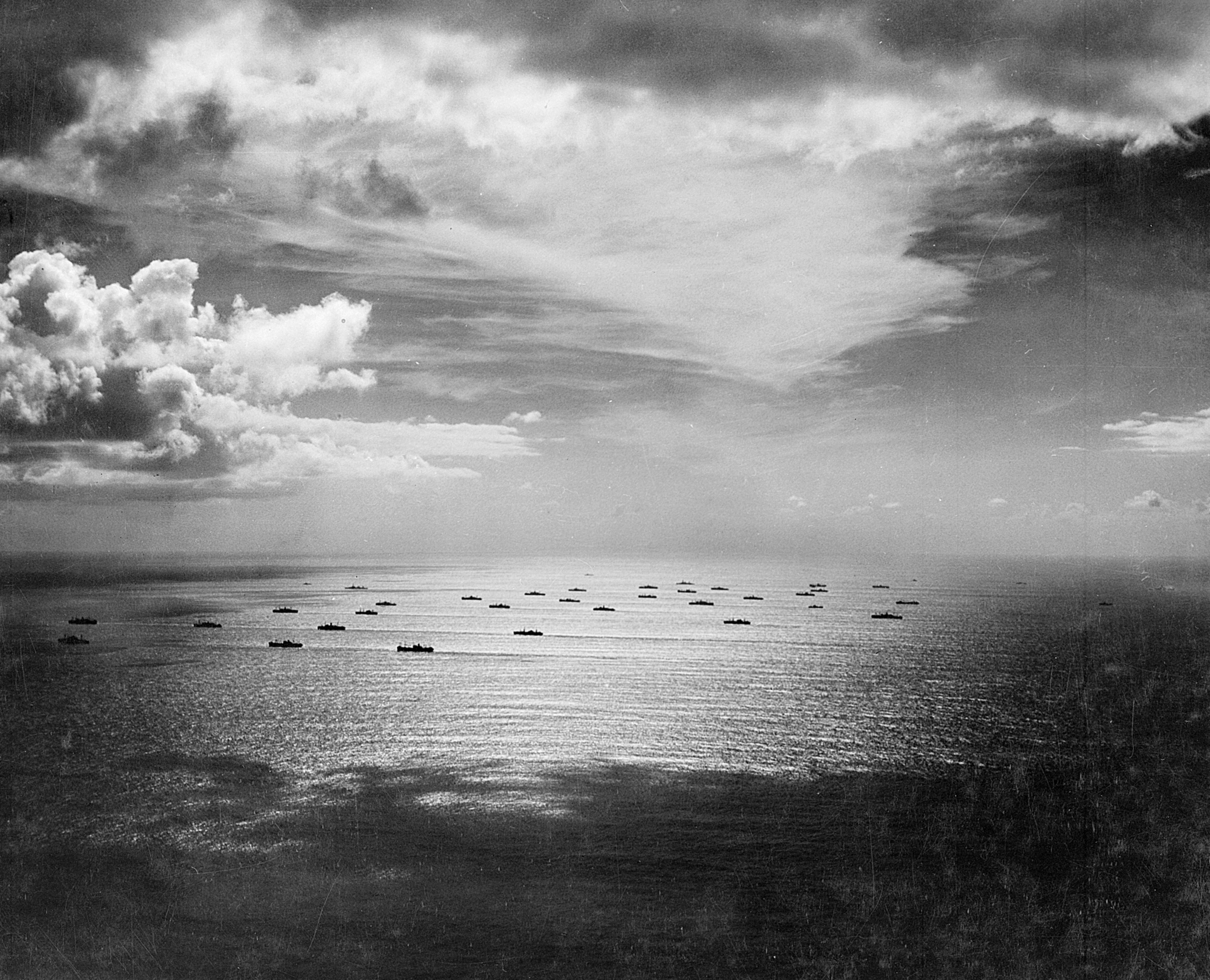
قافلة الحلفاء تتجه شرقًا عبر المحيط الأطلسي، متجهة إلى الدار البيضاء، في نوفمبر 1942

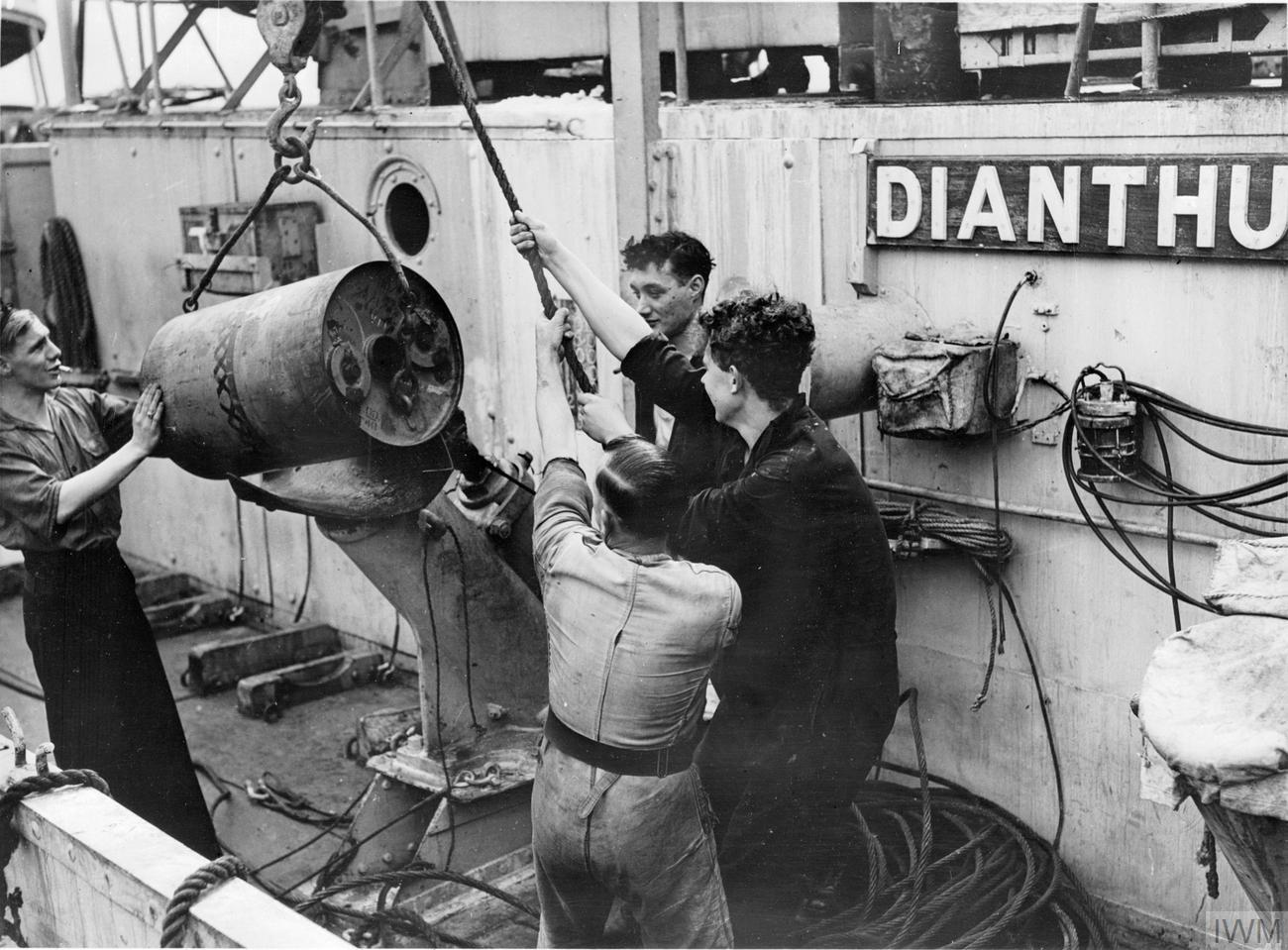
شحنات العمق يتم تحميلها على متن السفينة كورفيت HMS في لندنديري في 14 أغسطس 1942

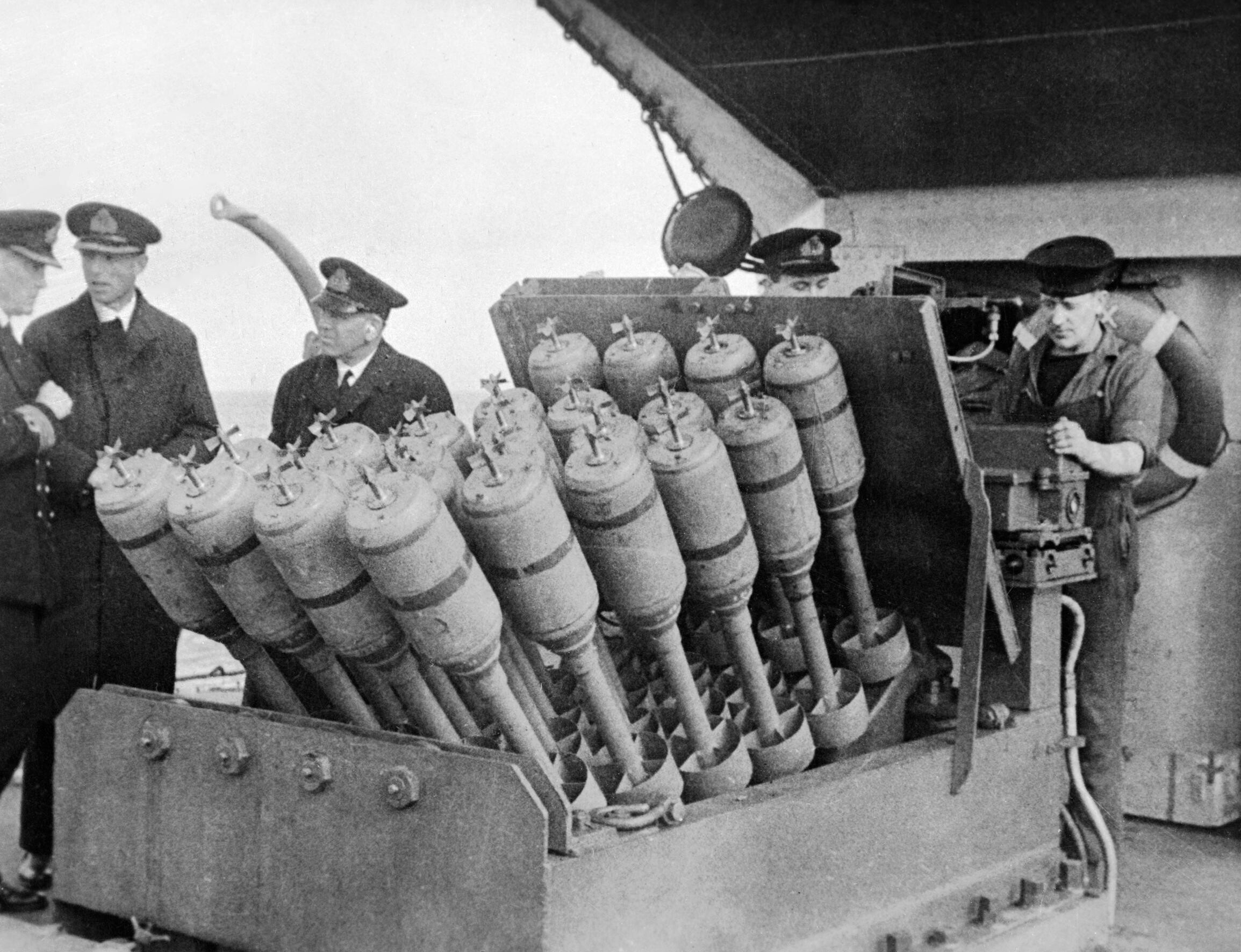
القنفذ شنت هاون مضادة للغواصات على المدمرة HMS

## عودة المعركة إلى منتصف المحيط الأطلسي (يوليو 1942 - فبراير 1943)

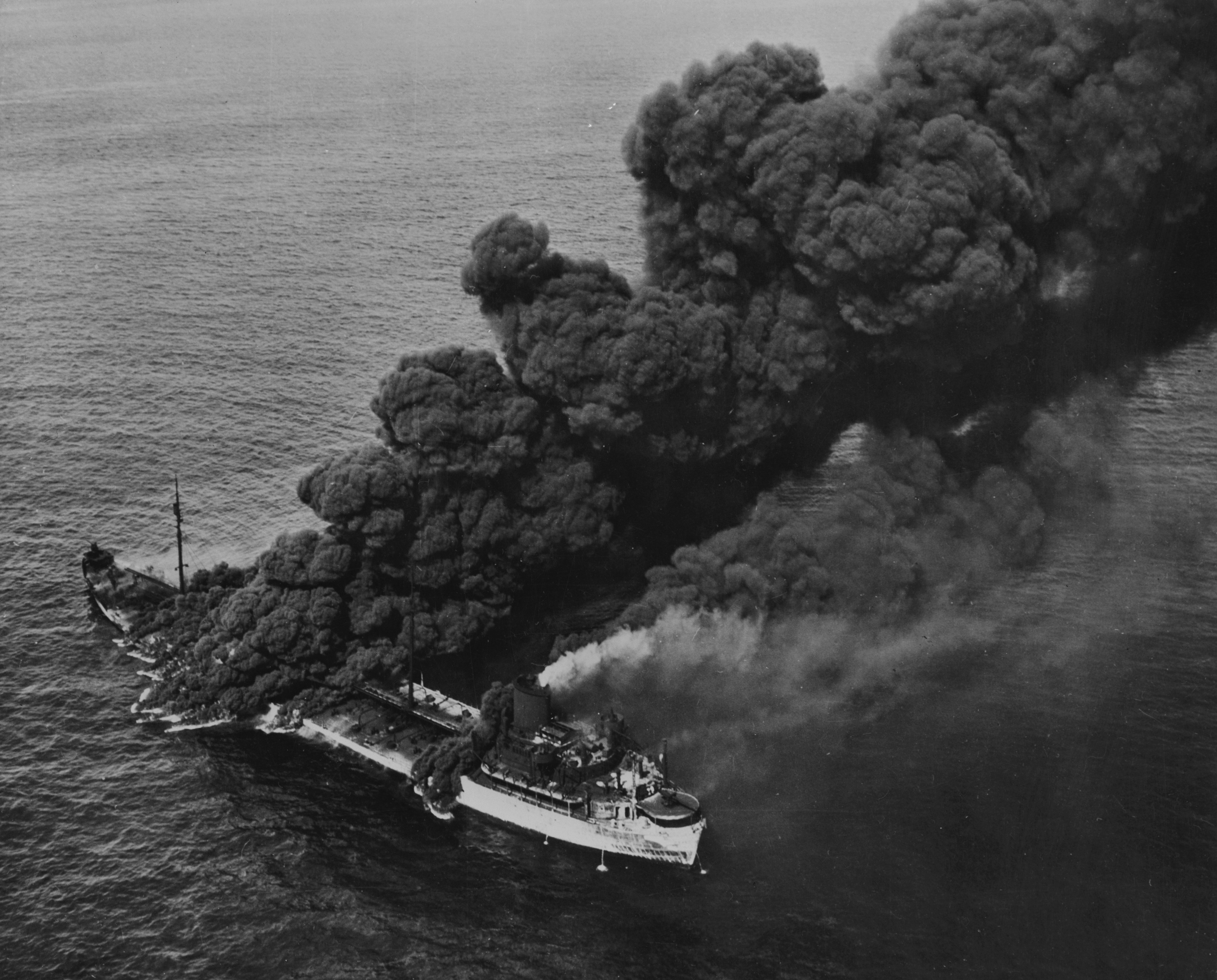
الناقلة إس إس بنسلفانيا صن ، نسفتها في 15 يوليو 1942 (تم حفظها وعاد إلى الخدمة في عام 1943)

### ليه لايت

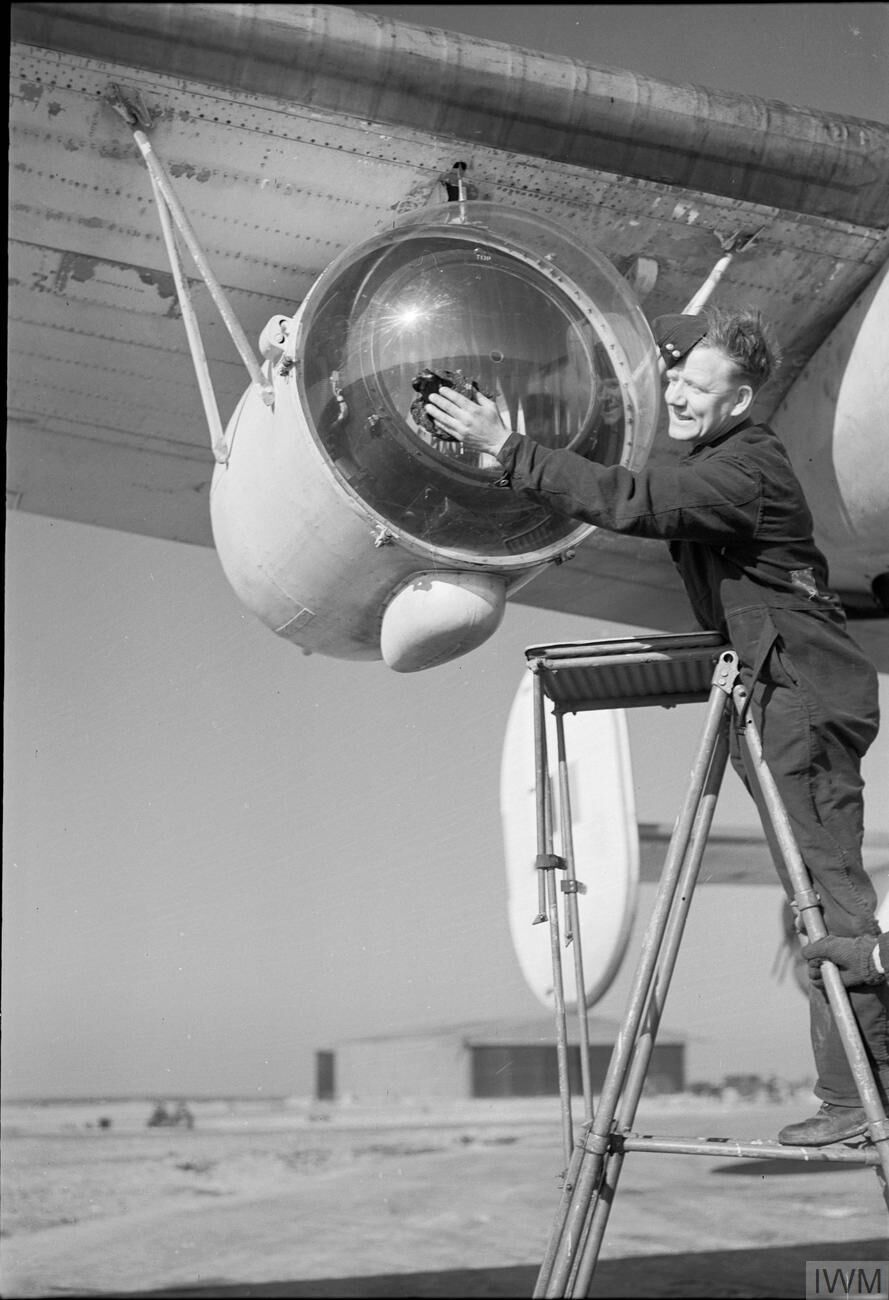
ليه لايت مُجهز لمحرر القيادة الجوية للقوات الجوية الملكية ، 26 فبراير 1944

### تقارب التقنيات

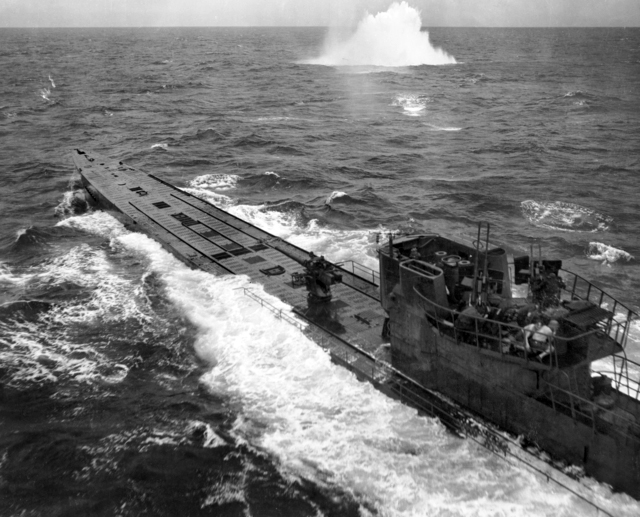
يو-848 تتعرض للهجوم من قبل أحد محرري البحرية الأمريكية كونسوليداتيد بي-24 ليبراتور في نوفمبر 1943

## جنوب المحيط الأطلسي (مايو 1942 - سبتمبر 1943)

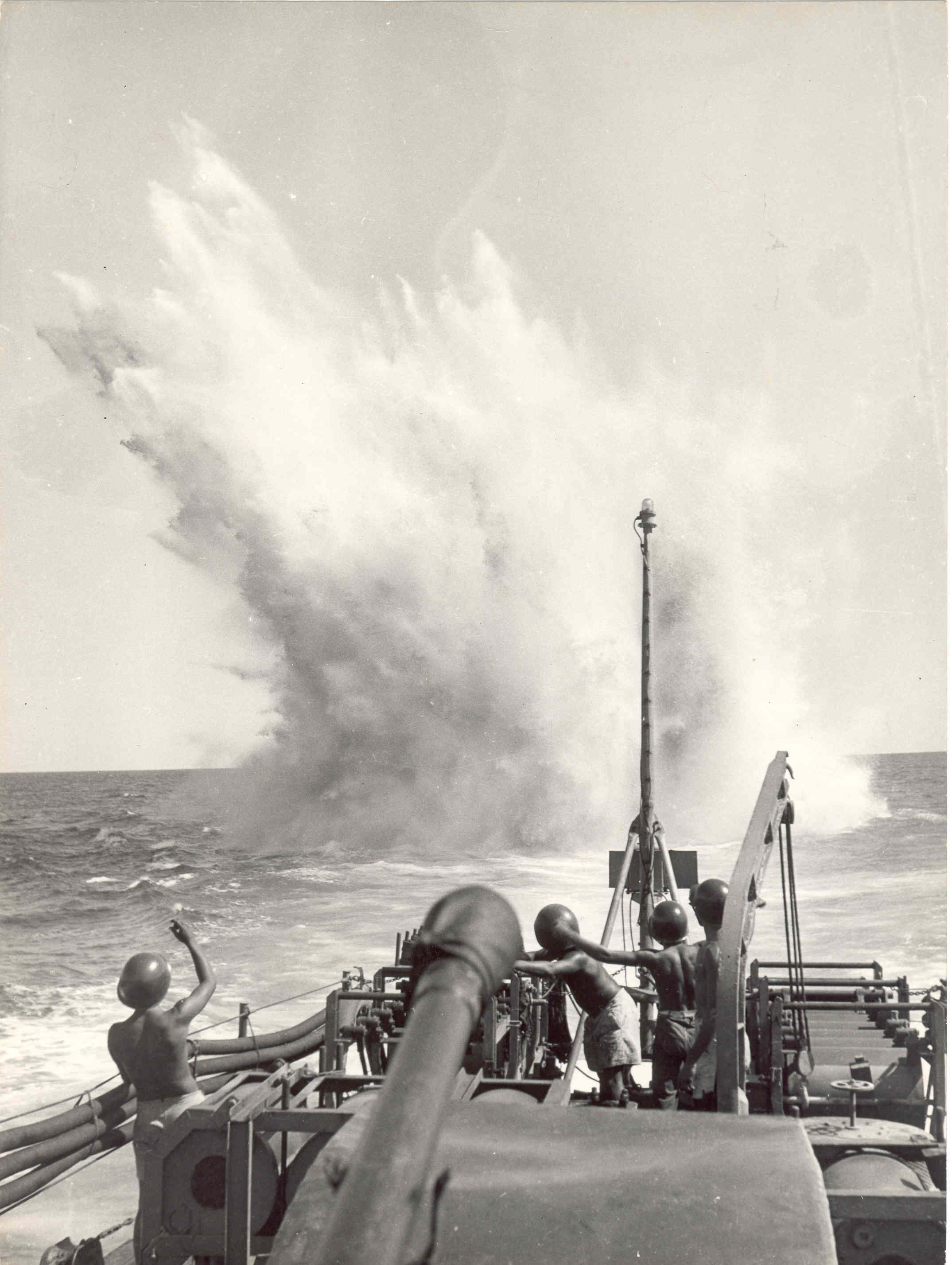
البحرية البرازيلية على الحرب المضادة للغواصات في جنوب المحيط الأطلسي عام 1944.

## السنوات الأخيرة (يونيو 1943 - مايو 1945)
قامت ألمانيا بالعديد من المحاولات لتطوير قوة غواصات يو، في انتظار الجيل التالي من فئات غواصات يو: هيلموت والتر وإلكتروبوت. من بين هذه التحسينات تم تحسين الدفاعات المضادة للطائرات، وكاشفات الرادار، والطوربيدات، والأفخاخ، و غواصة سنوركل، مما سمح لغواصات يو بأن تعمل تحت الماء. 
عادت ألمانيا إلى الهجوم في شمال الأطلسي في سبتمبر 1943 وحققت نجاح أولي، مع هجوم على قوافل ONS 18 و202. أدت سلسلة من المعارك إلى عدد أقل من الانتصارات والمزيد من الخسائر لـ UbW. بعد أربعة أشهر، ألغت قيادة الغواصات مرة أخرى الهجوم. ثمانية سفن بحمولة 56000 طن وستة سفن حربية غرقت وفقدت 39غواصة يو، نسبة خسارة كارثية. 
كما قدمت لوفتوافه المقنبلات الطويلة المدى هاينكل هي 177 وHenschel Hs 293 التي استخدمت فيها طائرة موجهة، والتي راح ضحيتها عدد من الضحايا، لكن تفوق الحلفاء الجوي منعهم من أن يشكلوا تهديدًا كبيرًا. 

## الإجراءات الأخيرة (مايو 1945)
في وقت متأخر من الحرب، قدم الألمان الكتروبوت: غواصة الفئة الواحدة والعشرون والمدى القصير غواصة الفئة الثالثة والعشرون.  
كما اقترب جيوش الحلفاء من قواعد غواصات يو في شمال ألمانيا، أغرق أكثر من 200 غواصة لتجنب الاستيلاء عليها. في الأسبوع الأول من شهر مايو، تم إغراق 23 غواصة في بحر البلطيق أثناء محاولتهم الفرار إلى قواعد في النرويج. 
حدثت الإجراءات الأخيرة في المياه الأمريكية في الفترة من 5 إلى 6 مايو 1945، والتي شهدت غرق الباخرة <i id="mwBBY">Black Point</i> وتدمير يو-853 ويو-881 في حوادث منفصلة. 
الإجراءات الأخيرة لمعركة الأطلسي كانت في الفترة من 7 إلى 8 مايو. كانت الغواصة يو-320 آخر غواصة تغرق في المعارك، من قبل طائرات سلاح الجو الملكي البريطاني كاتالينا.  
تم تسليم ما تبقى من غواصات يو، في البحر أو في الميناء، إلى الحلفاء، في المجموع 174. تم تدمير معظمهم في عملية الموتى بعد الحرب. 

## كمية الأطنان المغرقة من غواصات يو شهريا

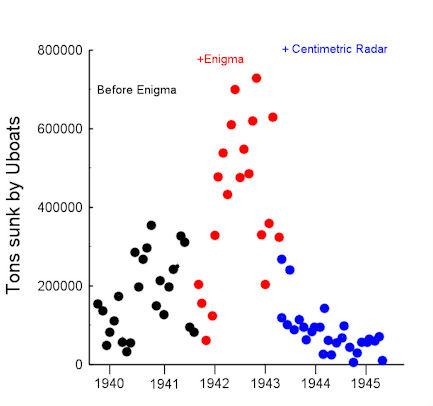
خسائر السفن التجارية

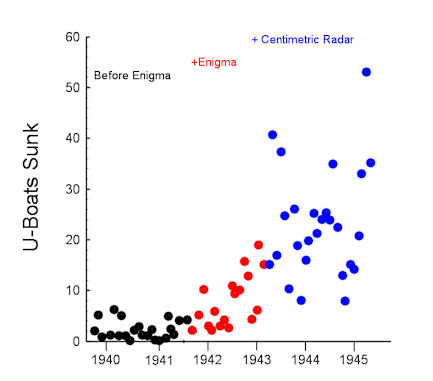
خسائر غواصات يو

يختلف المؤرخون حول الأهمية النسبية لتدابير مكافحة الغواصات. يقول ماكس هاستينغز أنه «في عام 1941 وحده، أنقذ Ultra [كسر الرمز الألماني] ما بين 1.5 إلى مليوني طن من سفن الحلفاء من التدمير.» هذا سيكون 40 في المئة إلى 53 في المئة. إن تاريخًا يعتمد على المحفوظات الألمانية التي كُتبت للأميرالية البريطانية بعد الحرب من قِبل القائد السابق لغواصة يو وصهر الأدميرال كارل دونيتز، يفيد بأن العديد من التحقيقات التفصيلية لاكتشاف ما إذا كانت عملياتهم قد تعرضت للاختراق بسبب الكود المكسور كانت سلبية وأن هزيمتهم «.. كانت أولاً بسبب التطورات البارزة في رادار العدو . . .»  الرسوم البيانية من البيانات لونا مميزا لتقسيم المعركة إلى ثلاث حقب — قبل كسر الشفرة، بعد أن تم كسرها، وبعد إدخال رادار centimetric، والتي يمكن أن تكشف عن أبراج غواصة فوق سطح الماء و حتى الكشف عن الناظور. من الواضح أن هذا التقسيم الفرعي للبيانات يتجاهل العديد من التدابير الدفاعية الأخرى التي وضعها الحلفاء خلال الحرب ، لذلك يجب تقييد التفسير. كسر الشفرة في حد ذاته لم يقلل من الخسائر، والتي استمرت في الارتفاع بشكل مشؤوم. تم اغراق المزيد من غواصات يو، ولكن العدد التشغيلي كان أكثر من ثلاثة أضعاف. بعد بدء تشغيل الرادار المحسّن، انخفضت خسائر الشحن، ووصلت إلى مستوى كبير (ع = 0.99) أدنى الأشهر الأولى من الحرب. بدأ تطوير الرادار المحسن من قبل الحلفاء في عام 1940، قبل أن تدخل الولايات المتحدة الحرب، عندما حصل هنري تيزر وأرشيبالد هل على إذن بمشاركة الأبحاث السرية البريطانية مع الأمريكيين، بما في ذلك إحضارهم أنبوب مغناطيسي إلكتروني، الأمر الذي يولد موجات الراديو -frequency. سوف تتفق جميع الأطراف مع هاستينغز على أن «... تعبئة أفضل العقول المدنية، وإدماجها في المجهود الحربي على أعلى المستويات، كانت قصة نجاح بريطانية رائعة».

## في الثقافة الشعبية

### الأفلام
- U-Boote westwärts!  1941 فيلم دعائي.
- فيلم Action in the North Atlantic، فيلم حرب أمريكي عام
- 1943 حول بحارة على متن سفينة Liberty في  Merchant Marine الأمريكية تقاتل غواصة يو ألمانية.
- ويسترن أبروتش، 1944 فيلم ملون بريطاني يستعرض تجربة البحارة التجار في قارب نجاة.

- البحر القاسي، فيلم عام 1953 حول مرافقة البحرية الملكية خلال المعركة.
- The Enemy Below، فيلم عام 1956 حول قبطان مدمرة أمريكية مرافقة يلتقي مع قائد سفينة ألمانية.
- القارب، 1981 فيلم ألماني عن غواصة ألمانية وطاقمها.
- فيلم يو-571، 2000 حول غواصة بواسطة غواصات تابعة للبحرية الأمريكية المقنعة.
- في فيلم Enemy Hands  2004 فيلم عن بحارة مريكيين يتم أسرهم بواسطة غواصة ألمانية.

2020 فيلم اواخر حرب الاطلسي مواجهة بين الحلفاء والغواصات الألمانية  Greyhound

## تجربة مدنية
معركة الأطلسي أسفرت أيضا عن مقتل مدنيين. مات المئات في البحر أثناء محاولتهم الهرب من التفجيرات والإجلاء إلى بلدان أكثر أمناً مثل كندا وأستراليا وجنوب إفريقيا ونيوزيلندا والهند. وقعت أول ضحية مدنية في 3 سبتمبر 1939، في اليوم الأول من الحرب، عندما تعرضت سفينة ركاب Cunard Athenia لذربة من غواصة يو-30، والتي هاجمت اعتقادًا خاطئًا بأنها كانت سفينة تجاريًة مسلحًة. من بين 1103 راكبا، غرق 118. في اليوم التالي، أمر هتلر بعدم شن المزيد من الهجمات على سفن الركاب. على الرغم من ذلك، تعرضت سفن أخرى ألمانية للقذف بالقنابل الألمانية خلال سنوات الحرب، مما أدى إلى مقتل العديد من المدنيين. كانت واحدة من أشهر المآسي هي غرق سيتي SS بيناريس في 17 سبتمبر 1940، على بعد 600 ميل قبالة ساحل أيرلندا. كان على متنها 406 مسافر، 100 منهم من الأطفال الذين تم إجلاؤهم،  منهم 87 طفلاً و 175 بالغًا غرقوا. لم تكن جميع الهجمات قاتلة، مثل غرق سيتي سيملا، التي غرقت قبالة ساحل غلاسكو، مما أسفر عن مقتل ثلاثة ونجا 347 كانو على متنها.